# 競輪の競走格付け
競輪の競走格付け（けいりんのきょうそうかくづけ）では、日本における競輪の競走格付けについて解説する。

## 競走のランク
日本の競輪の競走格付けには2001年度よりグレード制が採用されており、以下に示す順で6段階にランク分けされる。なおGI・GII・GIII・FI・FIIの本来の数字表記はローマ数字による。
- GP
- GI（G1）
- GII（G2）
- GIII（G3）
- FI（F1）
- FII（F2）

上記の内、GP・GI・GII・GIII（以下「グレードレース」）は、男子ではS級選手のみが出場できる（ヤンググランプリを除く）。また、規程により記念競輪など4日間以上制のグレードレースの開催は原則として1競輪場年間1節のみという取り決めがあるが、すなわち4日間以上の開催ではないガールズケイリンでのGI、3日制GIIIにおいては規程の対象外であり、記念競輪などのグレードレースとは別に同じ年度に開催することができる。特記なきグレードレースは9車立てで実施される。
千葉JPFドームで行われる250競走「PIST6」においては上記のグレードは採用されておらず、PIST6の中でも競走格付けの区分けはされていない。
なお、「♥」はガールズケイリンでの競走。

### GP
- KEIRINグランプリ（12月） - 単発
- ♥ガールズグランプリ（12月） - 単発（KEIRINグランプリシリーズ2日目）

### GI（G1）
競輪祭及び競輪祭女子王座戦は小倉での固定開催、それ以外は持ち回り（開催地は毎回変動）。ただし、高松宮記念杯は持ち回りとなって以降は岸和田での開催が最も多い。また、寬仁親王牌も前橋での開催が最も多いほか、前橋以外ではほぼ弥彦での開催となっている（ほか青森での開催もあったが近年は途絶えている）。
男女ともGI競走を優勝すると、同年末のGPの出走権を獲得できる。また、男子は同年末から翌年末の1年間においてS級S班在籍となり、翌年の全GI競走の出場権を得ることができるほか、公休制度が適用されるなど優遇される。女子は前年のガールズグランプリで3着以内となると、翌年の全GI競走の出場権を得ることができるほか、翌年のオールガールズクラシックでは初日優秀競走「ティアラカップ」に出走できる（自動的に2日目の準決勝進出の権利を獲得）。
他にも、男子は開催時S級1班在籍を条件に、同一大会で過去3回以上優勝した選手については無条件で出場権を得ることができる。さらに、男女ともナショナルチーム所属のため選考対象期間中の最低出走回数を満たさない場合であっても、条件を満たせば特別に配慮され出場できるようになっている。
男子戦
| 競走名                                 | 開催時期 | 日数  | 出場資格選抜方法                                                                                           |
| -------------------------------------- | -------- | ----- | --- |
| 読売新聞社杯全日本選抜競輪             | 2月      | 4日間 | 登録地（各都道府県）で競走得点第1位、選手会所属地区で競走得点第1位〜第3位                                  |
| 日本選手権競輪                         | 5月      | 6日間 | 獲得賞金順                                                                                                 |
| 高松宮記念杯競輪                       | 6月      | 6日間 | 東日本・西日本それぞれ競走得点上位者                                                                       |
| オールスター競輪                       | 8月      | 6日間 | ファン投票上位50名とその他競走得点上位者、選考委員会推薦者                                                 |
| 寬仁親王牌・世界選手権記念トーナメント | 10月     | 4日間 | オリンピックトラック種目代表者、世界選手権トラック種目代表者・実績者、全日本プロ選手権自転車競技大会出場者 |
| 朝日新聞社杯競輪祭                     | 11月     | 6日間 | サマーナイトフェスティバル決勝進出者、4日制GIIIの3着内回数上位者                                           |
ガールズケイリン
ガールズケイリンでは28名以上の参加で勝ち上がりによる1トーナメントの大会をGIとしている。また、ガールズケイリンのGIは全て3日間開催である。
| 競走名                   | 開催時期 | 日数  | 出場資格選抜方法                         | 備考 |
| ------------------------ | -------- | ----- | ---------------------------------------- | --- |
| オールガールズクラシック | 4月      | 3日間 | 獲得賞金順                               | GIとしては各日後半に6レース制 ほか、前半6レースで通常のあっせんによるガールズケイリン（FII）を3トーナメント同時に実施                                |
| パールカップ             | 6月      | 3日間 | 東日本・西日本それぞれ競走得点上位者     | 1日4レース制。高松宮記念杯競輪前半3日間で実施 |
| 女子オールスター競輪     | 8月      | 3日間 | ファン投票上位20名とその他競走得点上位者 | GIとしては各日後半に6レース制 ほか、前半6レースで通常のあっせんによるガールズケイリン（FII）を2トーナメント、競輪ルーキーシリーズ プラスを同時に実施 |
| 競輪祭女子王座戦         | 11月     | 3日間 | 単発戦を除く決勝3着内回数上位者          | 1日4レース制。朝日新聞社杯競輪祭前半3日間で実施 |

### GII（G2）
単発競走であるヤンググランプリを除き、4日間開催。S級S班在籍者は選抜ランキングに関係なく出場できる。GI同様、全S級選手から出場資格を選抜するが、FI開催の成績が選考にあたって重視される。
| 競走名                     | 開催時期 | 日数    | 出場資格選抜方法                                                       | 備考                                                                                          |
| -------------------------- | -------- | ------- | ---------------------------------------------------------------------- | --------------------------------------------------------------------------------------------- |
| ウィナーズカップ           | 3月      | 4日間   | 1着回数上位30名、FI開催決勝の3着内回数上位者                           | ガールズ フレッシュクイーンを最終日に組み込んでいるため、最大9名が3日目をもって途中帰郷となる |
| サマーナイトフェスティバル | 7月      | 4日間   | GI・GII・GⅢ優勝者、FI優勝回数上位                                      | ナイター開催で実施                                                                            |
| 共同通信社杯競輪           | 9月      | 4日間   | デビュー9年目までの選手の競走得点上位25名、FI開催決勝の3着内回数上位者 |                                                                                               |
| ヤンググランプリ           | 12月     | 1レース | デビュー3年目までの選手の競走得点上位9名（A級在籍選手も出場可）        | KEIRINグランプリシリーズ初日に実施                                                            |

### GIII（G3）
GIII以下はJKA あっせん課により選手が割り振られ開催される。S級S班の選手は、基本的にGIII以上の開催のみの出走となる。
4日制のGIIIで決勝3着以内に入ると、競輪祭出場の一つの条件を満たす。
| 種別         | 日数  | 日間S級レース数 | S級S班出走（原則） | 競輪祭出場権付与 | 備考 |
| ------------ | ----- | --------------- | ------------------ | ---------------- | --- |
| 開設記念競輪 | 4日間 | 12レース        | ○                  | ○                | 4日制以上のGI・GIIを開催しない競輪場で年1回開催。年度を通して休催する競輪場は他の競輪場を借り上げて実施する。GIIIの中では一歩高いグレードとして扱われ、優勝賞金もGIIIの中で高額。多くがデイ開催だが、年間いくつかの競輪場ではナイター開催となる。開催場によっては、レインボーカップファイナル（6月または12月）・ルーキーチャンピオンレース（3月）を最終日に組み込むことがあり、この場合は最大9名が3日目をもって途中帰郷となる。 |
| 協賛競輪     | 4日間 | 12レース        | ×                  | ○                | 2025年度は大阪・関西万博協賛競輪、施設整備等協賛競輪、愛知・名古屋アジア・アジアパラ競技大会協賛競輪、ワールドサイクリスト支援競輪を実施。2026年度は万博協賛が無くなる。いずれもデイ時間帯で開催。2026年のワールドサイクリスト支援競輪は競輪ワールドシリーズ（国際競輪）として実施する。 |
| ナイターGIII | 4日間 | 9レース         | ×                  | ○                | 2025年度までは、開設記念競輪をナイター開催する場の一部で、記念競輪がナイター開催になることによる売り上げ減少の補填を目的に実施されるナイター開催。2024年度まではナイター記念実施場は必ず配分されたが、2025年度より記念がナイターでも実施されない競輪場があり、2026年度予定の競輪場はいずれも記念競輪をデイで実施するところが配分された。2024年度より協賛競輪GIII開催日に、それに続ける、あるいは一部レースをオーバーラップさせるリレー開催として実施。このナイターGIII開催では、ガールズケイリン（FIIの通常開催扱い）の4日制3レースを同時実施。 |
| 3日制GIII    | 3日間 | 7レース         | ×                  | ×                | 2024年度より開始。4日制でないため競輪祭出走権は与えられない。ミッドナイト競輪で行われる開催（ミッドナイトGIII）は、通常のミッドナイト競輪同様7車立て、車番は競走得点順にて実施し、ガールズケイリン（FII）2レースを同時開催。2025年度よりサマーナイトフェスティバル期間を挟み、同じ競輪場にてデイとナイター開催を行う3日制GIIIも実施され、これらは9車立て。GIII戦以外はA級5レース制またはガールズケイリン2レース制×2トーナメントを同時開催。 |

### FI（F1）
- 各地のS級シリーズ（随時） - 基本的に3日間[4]。S級戦は5レースまたは7レース制で、そのほかはA級1・2班戦が行われるが、ガールズケイリンが行われる開催もある。7車立てで実施。
- 大阪・関西万博協賛競輪（各年度第2回） - 2021年度から2025年度までの5年間限定で開催。1年度1節4日間、GIIIとなる開催と別に格付けはFIにて開催されるものであり、競走得点は通常のFI開催と同じだが賞金は通常のFI開催より低い設定となる。7車立てで実施。
- 寺内大吉記念杯競輪（各年度） - 毎年12月28日 - 30日の3日間で、KEIRINグランプリシリーズのアンダーカードとして実施。各日最終レース（第11レース）の前、第1レース - 第10レースにて9車立てで実施。
- KEIRIN ADVANCE（2025年より）  - ミッドナイト競輪でS級戦6レース（2トーナメント）、L級戦3レースを実施。7車立てで実施。

### FII（F2）
特記事項の無い開催は7車立てで実施。
- 各地のA級限定競輪（随時 3日間） - 男子戦はA級選手のみのトーナメント。俗に平（ヒラ）開催とも呼ばれ、開催が最も多い競輪。
  - 昼間及びナイター開催では、A級3班所属の選手によるチャレンジレース5レースとA級1・2班所属の選手によるレース（5または7レース）で構成される。ガールズケイリン同時開催の場合は後者が5レースとなる。
  - 2007年度までは原則として10レース編成。2011年までは原則として12レース編成、また決勝レースがこれまでの1つから2つに増やされた。うち前半5レースがチャレンジレースとして、A級3班に所属する選手のレース、後半7レースはA級2班以上のクラスの選手によるレースに振り分けた。なお、2012年からはA級チャレンジレースは9車立てから7車立てに変更、2013年3月まではA級2班以上のレース数が7レースから6レースに、2013年4月からはA級2班以上のレース数が6レースから5レースに変更された。また、2012年7月以降のガールズケイリン開催時はA級2班以上・A級3班とも5レースずつ、ガールズケイリン2レースの全12レースの構成の開催となる。
- 全日本プロ選手権自転車競技大会記念競輪（全日本プロ選手権自転車競技大会の前日、2005年度から2日間開催） - S級のみ。9車立てで実施。
- ルーキーチャンピオンレース（若鷲賞） - 1レース1発勝負のSAオープン戦。3月のいずれかのGIII開催日に行われる。9車立てで実施。
- ♥ガールズ フレッシュクイーン（2019年より）1レース1発勝負。ウィナーズカップ最終日に実施。
- ルーキーシリーズプラス - 本格デビュー前に行われるルーキーシリーズの成績上位者により行われるレース。女子オールスター競輪におけるアンダーカードとして、男子は2レース制3日間（予選敗退者は2日目で途中帰郷）、女子は最終日単発レースで行われる。7車立てで実施。
- レインボーカップシリーズ（シリーズの流れについては競輪選手#選手のクラス分けを参照） - 9車立てで実施。
- ミッドナイト競輪（2011年より） 7レース制（3場同時開催時）または9レース制。開催数は少ないがS級戦が行われるミッドナイト競輪もあり、この場合は格付けはFIとなるが、先述の通り2024年度よりGIIIも実施。
- モーニング競輪（2012年より） - 2025年度より全て7レース制。
- KEIRIN ADVANCE（2025年より） - ミッドナイト競輪で「A級1・2班戦6レース（2トーナメント）、L級戦3レース」または「A級1・2班戦4レース、競輪ルーキーシリーズ（男子）5レース」のいずれかを実施。

## 特別競輪
「特別競輪」は2001年のグレード制採用以前から使われていた用語であり、「準特別競輪」はかつて開催されていた新人王決定競輪から使われていた用語である。それがグレード制表記を採用した現在でも頻度は減ったとは言え並存して使われていることから、意味合いが曖昧に使われることが時折見受けられる。
グレード制施行以前は、現在のGI格付けに相当するレースが「特別競輪」と呼ばれていた（競輪祭で実施されていた新人王戦も特別競輪に含まれる）ほか、GP（KEIRINグランプリ）が「特別競走」、ともにGII格付けである共同通信社杯競輪が「準特別競輪」、ふるさとダービーが「特別記念競輪」とも呼ばれていた。なお、「特別競走」は通常のレースの枠組みに入らないレースのうち一発勝負で行われるものの総称であり、他にヤンググランプリ（1995年の開催）、ルーキーチャンピオンレース（若鷲賞）、共同通信社杯競輪の前身であった「ルビーカップレース」などが該当した。
西宮競輪では、1996年2月下旬に「震災復興特別競輪」が実施された。これは、1995年の阪神・淡路大震災発生により同年3月に予定されていた開設記念が開催中止となったことから、その代替も兼ねて行われたものである。この「震災復興特別競輪」は現在でいうFI格付けのレースではあったが、神山雄一郎など現在でいうGI並みとなる当時のトップレーサーを多数揃え、全国場外発売も行った。
グレード制施行後は、GII以上の格付けのレースを総称して「特別競輪」と呼ぶケースが見られている。ただし、前記の事情に加え、「特別競輪」という言葉を明確な定義なしに使用し続けていることから、現在でも「『特別競輪』はGIのみを指す呼称」とする場合も多く（ファンの主張だけでなく、主催者側の文書でもそのような記述が見られる場合がある）、呼称に混乱を生じている。また、GII格付けのレースを「準特別競輪」と呼ぶことも増えている。このため、マスコミなどでは「特別競輪」の呼称を使うことを避け、GP・GI・GIIをまとめて「ビッグレース」または「グレードレース」と呼ぶことが多くなっている。
2008年度の場合（現在もかは不明）、GIに正選手として出場した選手（第1走で失格した選手を除く）には、参加名誉賞という賞金が別個に出た。

### 主な特別競輪等の歴史
- 1949年 全国争覇競輪（現在の日本選手権競輪）開始
- 1950年 高松宮賜杯競輪・高松宮妃賜杯競輪（現在の高松宮記念杯競輪）開始
- 1951年 全国都道府県対抗争覇競輪（後に全国都道府県選抜競輪と改称）開始／競輪祭開始
- 1956年 全国オールスター争覇競輪（現在のオールスター競輪）開始
- 1963年 高松宮賜杯競輪が特別競輪に昇格／競輪祭新鋭王戦（後の新人王戦）開始
- 1964年 女子競輪廃止に伴い高松宮妃賜杯競輪廃止／新人王決定競輪（競輪祭の新人王戦とは別の競走）開始
- 1966年 秩父宮妃賜杯競輪開始／新人王決定競輪廃止
- 1969年 全国都道府県選抜競輪廃止
- 1970年 秩父宮妃賜杯競輪廃止
- 1973年 高松宮賜杯競輪が高松宮杯競輪に改称
- 1985年 全日本選抜競輪開始／KEIRINグランプリ開始
- 1988年 ルビーカップレース開始（1989年より「共同通信社杯ルビーカップレース」に改称）
- 1989年 ふるさとダービー開始
- 1992年 世界選手権記念トーナメント（現在の寛仁親王牌競輪）開始
- 1993年 共同通信社杯ルビーカップレース廃止（翌1994年は第10回全日本選抜競輪4日目の二次予選特別選抜競走として開催）
- 1994年 寛仁親王牌・世界選手権記念トーナメントが特別競輪に昇格
- 1995年 特別競輪においても「失格即欠場（即日帰郷）」というルールに改正
- 1996年 共同通信社杯競輪開始
- 1998年 高松宮杯競輪が高松宮記念杯競輪に改称
- 2001年 グレード制施行（4月）／競輪祭新人王戦をヤンググランプリに移行
- 2002年 東西王座戦開始
- 2005年 サマーナイトフェスティバル開始
- 2008年 ふるさとダービー廃止（11月）／SSカップみのり開始（12月）
- 2009年 共同通信社杯春一番（4月）／SSシリーズ風光る（5月）開始／従前の共同通信社杯競輪は共同通信社杯秋本番に名称変更
- 2010年 SSカップみのり廃止（12月）
- 2011年 SSシリーズ風光る廃止（5月）／共同通信社杯秋本番廃止（10月）
- 2012年 東西王座戦廃止（2月）／共同通信社杯年1回化
- 2017年 ウィナーズカップ開始
- 2018年 競輪祭が6日間開催復活、ナイター開催化
- 2020年 ウィナーズカップが特別競輪初の無観客で開催／日本選手権競輪がCOVID-19の影響での開催中止／高松宮記念杯競輪がGI初の無観客で開催／オールスター競輪も無観客で開催
- 2021年 全日本選抜競輪、日本選手権競輪、高松宮記念杯競輪（三日目・最終日のみ）が無観客で開催／オールスター競輪が6日間開催復活、ナイター開催化、無観客で開催
- 2022年 KEIRINグランプリシリーズにおいて、それまでの「初日：ガールズグランプリ」／「二日目：ヤンググランプリ」を入れ替え、「初日：ヤンググランプリ」／「二日目：ガールズグランプリ」へ日程変更
- 2023年 高松宮記念杯競輪が6日間開催復活／ガールズケイリンにおいてもグレード制を導入、ガールズグランプリはGP格付けとなるほか、GI格付けとしてオールガールズクラシック（4月。同年のみ10月）、パールカップ（6月の高松宮記念杯競輪に内包）、競輪祭女子王座戦（11月の競輪祭に内包）をそれぞれ新設
- 2025年 サマーナイトフェスティバルを男子戦のみとし、4日間開催に変更。サマーナイトフェスティバルに内包していたガールズケイリンフェスティバルは女子オールスター競輪と統合し、女子オールスター競輪をGIに格上げし単独の3日間開催に変更。オールスター競輪は男子戦のみとなり、一次予選はポイント制を廃止し勝ち上がり戦に変更

### 優秀競走の名称
|     |      | 大会                       | 名称                      | 日目/日間 |
| --- | ---- | -------------------------- | ------------------------- | --------- |
| GI  | 02月 | 全日本選抜                 | スタールビー賞            | 2/4       |
| GI  | 04月 | オールガールズクラシック   | ティアラカップ            | 1/3       |
| GI  | 05月 | 日本選手権                 | ゴールデンレーサー賞      | 4/6       |
| GI  | 06月 | 高松宮記念杯               | 青龍賞（東）/白虎賞（西） | 4/6       |
| GI  | 08月 | オールスター               | シャイニングスター賞      | 4/6       |
| GI  | 08月 | 女子オールスター           | ガールズドリームレース    | 1/3       |
| GI  | 10月 | 寬仁親王牌                 | ローズカップ              | 2/4       |
| GI  | 11月 | 競輪祭                     | ダイヤモンドレース        | 4/6       |
| GII | 03月 | ウィナーズカップ           | 毘沙門天賞                | 2/4       |
| GII | 07月 | サマーナイトフェスティバル | アルタイル賞              | 2/4       |